# Питър Селърс
Питър Селърс, CBE (на английски: Peter Sellers), е британски филмов актьор и комедиант.  Той е командор на Британската империя от 1966 г.

## Биография
Питър Селърс е роден като Ричард Хенри Селърс на 8 септември 1925 година в Саутсий, Портсмут, графство Хампшър. И двамата му родители работят в сферата на шоубизнеса. Те започват да го наричат Питър по името на по-големия му мъртвороден брат.
Малкият Селърс посещава римокатолическото училище „St. Aloysius College“ в северен Лондон, въпреки че баща му Бил Селърс (1900–1962) е протестант, а майка му Агнес Дорийн (1892–1967) е от еврейски произход. Неговата баба по майчина линия – Бенвенида Мендоса (1855–1932) е от португалско-еврейски произход, като нейният дядо – Мордекай Мендоса (1774–1851) е първи братовчед с известния английски професионален боксьор Даниел Мендоса (1764–1836).
Придружавайки родителите си по различните гастроли, в които участват, Селърс започва да изучава сценичния занаят. На 5-годишна възраст той участва в постановката „Splash Me!“ в Windmill Theatre в Лондон, където роля изиграва и майка му Агнес. Младият актьор започва да се отличава с многостранна надареност. През кариерата си демонстрира отлични способности в танцовото изкуство. Той е достатъчно добър и на ударните инструменти за да участва в турнетата на различни джаз формации. Демонстрира и умения във владеенето на струнните инструменти укулеле и банджо.
Селърс добива първоначална известност с участието си в радиокомедиите на ББС през 1950-те, наречени „The Goon Show“. Името му става световно популярно след изпълнението на тройната роля в шедьовъра на Стенли Кубрик – „Д-р Стрейнджлав или как престанах да се страхувам и обикнах атомната бомба“ (1964), както и с превъплъщението в симпатичния инспектор Клузо в комедийната поредица „Розовата пантера“ (1963). През кариерата си в киното е номиниран пет пъти за наградата „Златен глобус“ от кoито получава един приз. Има и три номинации за наградите на филмовата академия на САЩ – „Оскар“.
В противовес на успешната му кариера, личният живот на актьора се характеризира с бъркотии и кризи, включващи емоционални проблеми и злоупотреба с различни субстанции.

## Избрана филмография
| Година | Филм                                          | Роля                                                        | Режисьор                |
| ------ | --------------------------------------------- | ----------------------------------------------------------- | ----------------------- |
| 1959   | Ревът на мишката                              |                                                             | Джак Арнолд             |
| 1959   | Аз съм наред, Джак                            | Фред Кайт                                                   | Джон Боултинг           |
| 1959   | Тичащият подскачайки и застиващ на място филм |                                                             | Дик Лестър Питър Селърс |
| 1962   | Лолита                                        | Клеър Куилти                                                | Стенли Кубрик           |
| 1963   | Розовата пантера                              | инспектор Жак Клузо                                         | Блейк Едуардс           |
| 1964   | Д-р Стрейнджлав                               | капитан Лионел Мандрейк/ президента на САЩ/ д-р Стрейнджлав | Стенли Кубрик           |
| 1964   | Изстрел в мрака                               | инспектор Жак Клузо                                         | Блейк Едуардс           |
| 1965   | Какво ново, котенце?                          | д-р Фриц Фасбендер                                          | Клайв Донър             |
| 1966   | След лисицата                                 | Алдо Ванучи / Федерико Фабрици                              | Виторио Де Сика         |
| 1967   | Седем пъти жена (Погребална процесия)         | Жан                                                         | Виторио Де Сика         |
| 1967   | Казино Роял                                   | Евелин Трембъл                                              | Джон Хюстън             |
| 1979   | Присъствие                                    | Чанс                                                        | Хал Ашби                |